# Museo de Ciencias de Londres

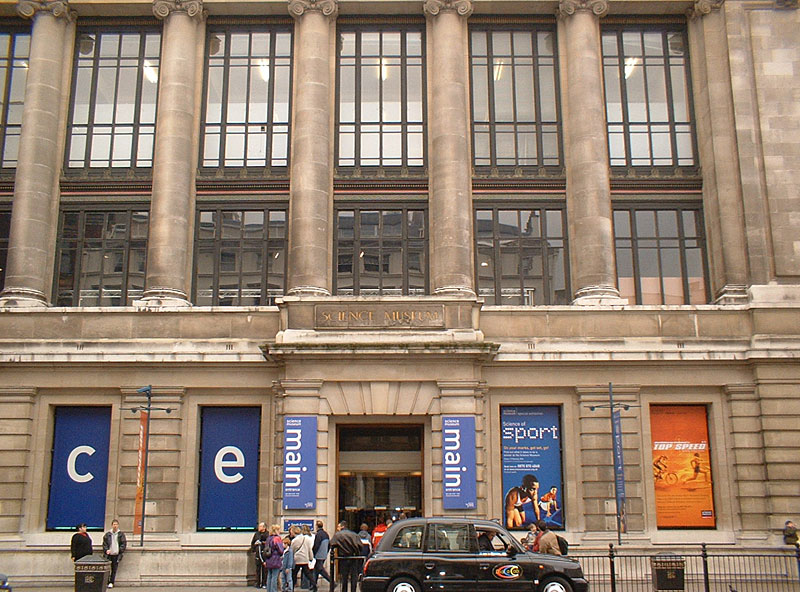
Museo de Ciencias de Londres.

El Museo de Ciencias de Londres (Science Museum en inglés) es un museo dedicado a la ciencia en Londres; forma parte del Museo Nacional de la Ciencia y la Industria. El museo es una de las atracciones turísticas de Londres.

## Origen
El museo fue fundado en 1857 gracias a Bennet Woodcroft, gocon objetos de la colección de la Real Sociedad de Arte y excedentes de la Gran Exposición de Londres de 1851. Inicialmente el museo formaba parte de South Kensington Museum, junto con el actual Victoria and Albert Museum, pero se separó y se convirtió en el Museo de Patentes en 1858, posteriormente llamado Patent Office Museum en 1863 gogo
.
Este museo contuvo la mayoría de los más famosos objetos de los que ahora forman parte del Science Museum. En 1885, las Science Collections fueron renombradas como Science Museum, y en 1893 fue nombrado un director del museo. Las Art Collections fueron rebautizadas como Art Museum que posteriormente sería el Victoria and Albert Museum. La Patent Office fue integrada en el museo en 1901.
Desde entonces, y con cambios en su estructura y su filosofía, alberga las colecciones de ciencia, tecnología, industria y medicina más completas del mundo. Su actual ubicación está en South Kensington. Empezó a construirse en 1913 aunque no se pudo terminar y abrir al público hasta 1928, a causa de la Primera Guerra Mundial.

## Descripción

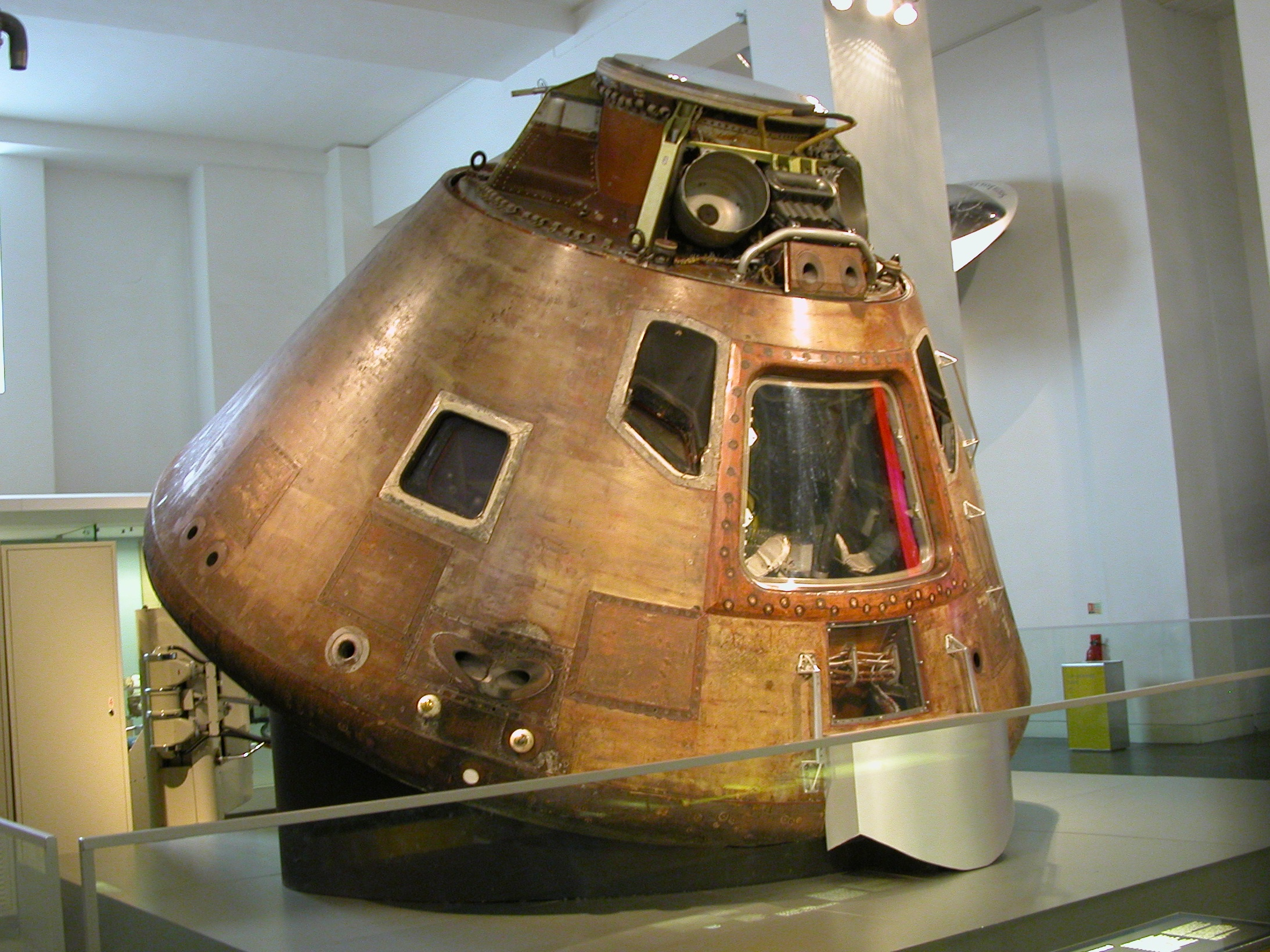
Módulo de comando de la Apolo X en la Galería del Mundo Moderno.

El museo es de grandes dimensiones. Tiene cuarenta salas y está dividido por áreas de conocimiento, abarcando desde los inicios de la informática hasta los viajes espaciales pasando por telecomunicaciones, agricultura, matemáticas, geofísica, medicina, etc. La división del museo es tan específica que incluso hay salas dedicadas a Ciencia y Tecnología en el Islam o Ciencia en India. Y aunque más que un museo de ciencia (más interactivo) es un museo de historia de la ciencia (con muchas vitrinas), hay elementos tan divertidos como un cine IMAX, un simulador de realidad virtual o el llamado Launch Pad, que es una zona interactiva donde los niños podrán desde construir un puente hasta pilotar un avión. Incluso uno puede llegar a hacer un descabellado viaje al futuro en uno de los simuladores con los que cuenta.
Sin embargo, la gran atracción es el valor de muchos de los objetos que hay en el mismo y que reflejan una parte del progreso del conocimiento humano. Por ejemplo, se puede ver cómo se conserva en formol el cerebro de Charles Babbage (junto con su formidable máquina precursora de las calculadoras) o ver artefactos tan únicos como el original péndulo de Foucault o el motor de vapor de Boulton y Watt.
Por ejemplo, en la parte de astronomía, también se pueden llegar a ver cosas tan sorprendentes como el espejo del telescopio Earl of Rosse que durante el siglo XIX se consideraba el espejo más grande del mundo. Sin embargo, hay que admitir que el objeto que más conmoción causa es una replica del módulo de comando del Apolo X: la primera misión tripulada por hombres que logró entrar en la órbita lunar y que fue el antecesor del que llevó al hombre por primera vez a la luna.

## Colecciones

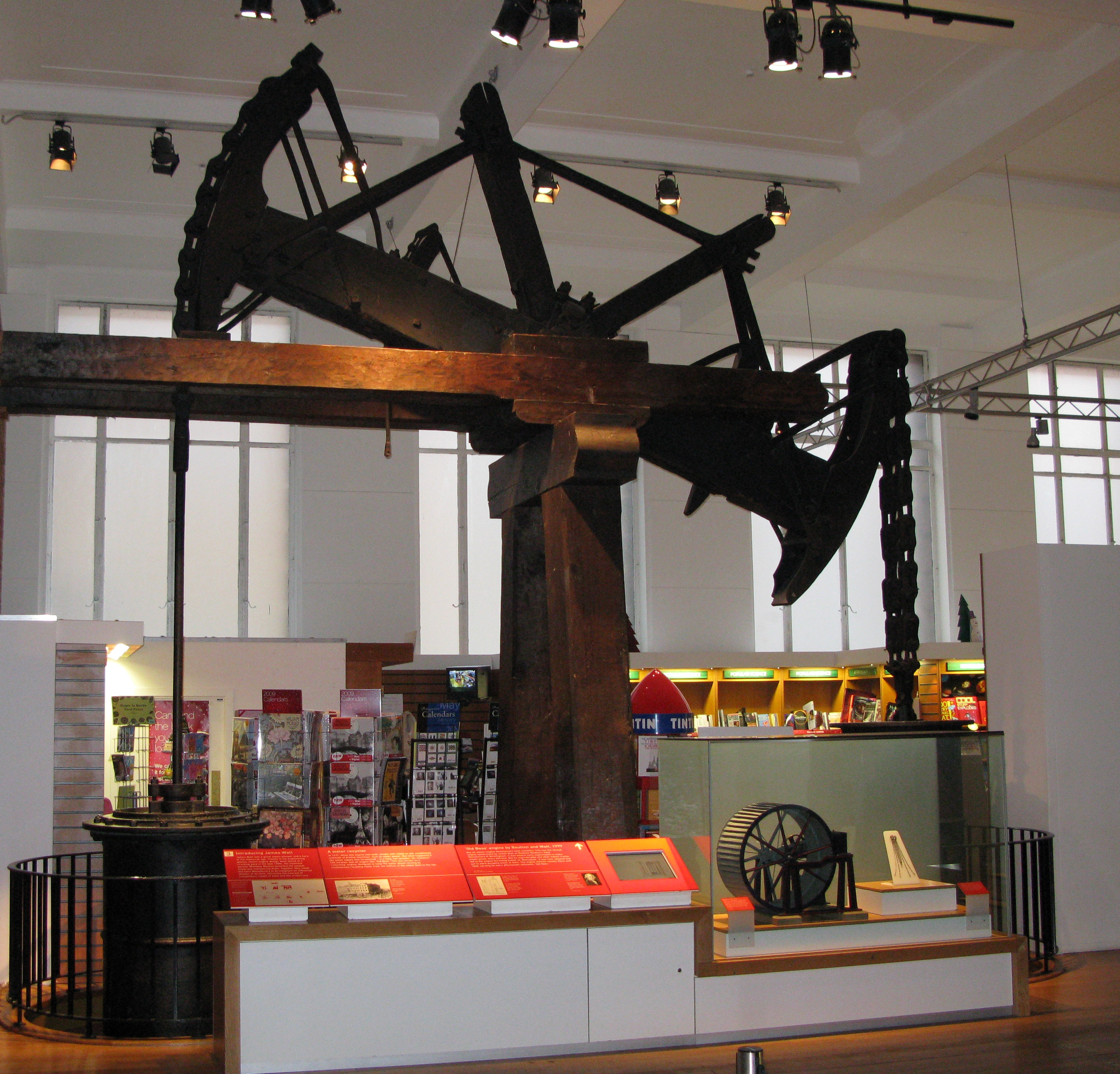
Old Bess, el motor a vapor más viejo que existe. Dicha máquina fue construida por Watt en 1777.

Actualmente el Science Museum contiene unos 300.000 objetos, entre los que destacan: la locomotora The Rocket de George Stephenson, que es la más antigua locomotora a vapor que existe; una reconstrucción de la molécula del ADN hecha por Francis Crick y James Watson; y algunos de los motores a vapor más recientes.

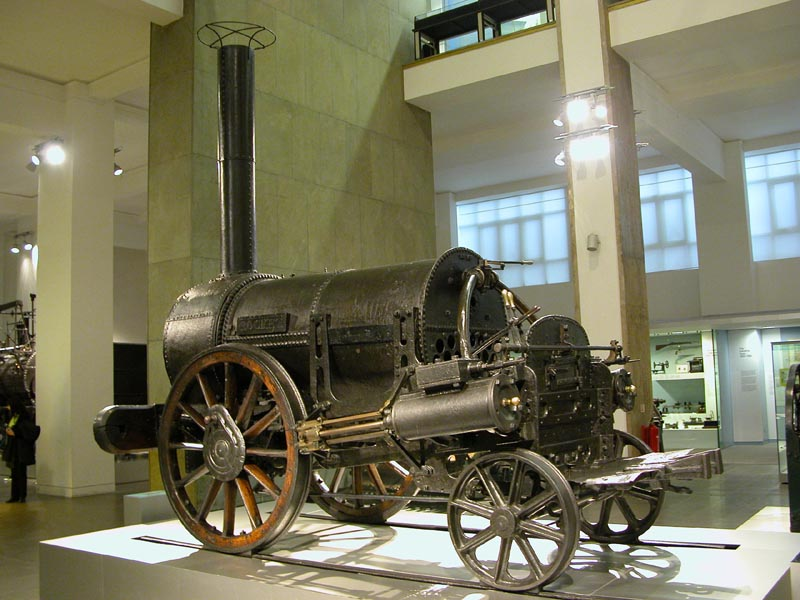
El cohete, la primera locomotora del mundo.

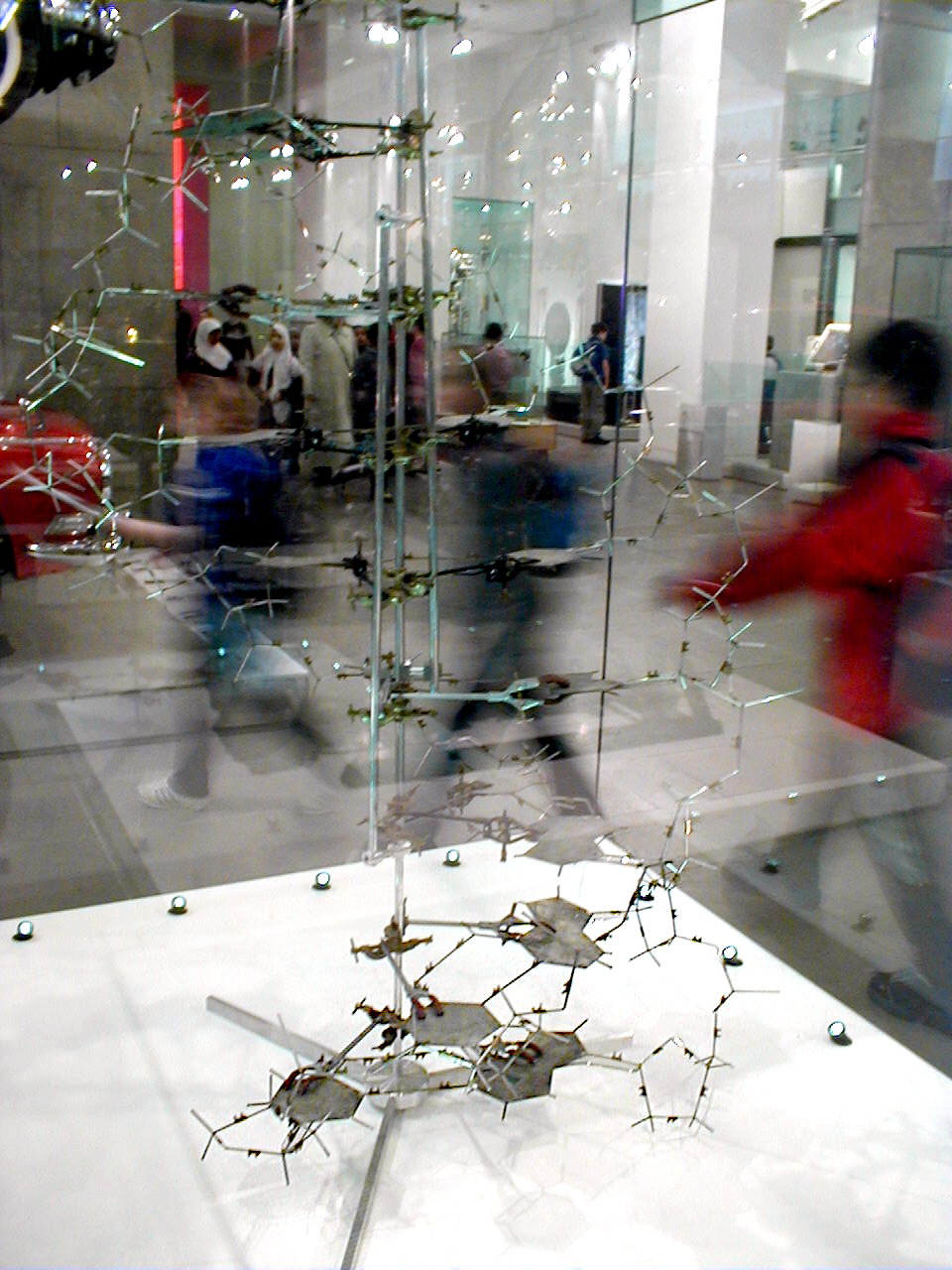
Réplica del modelo de ADN construido por Crick y Watson en 1953.